# PTRD
Die PTRD war eine sowjetische Panzerbüchse, die während des Zweiten Weltkrieges bei der Roten Armee eingesetzt wurde. Die Abkürzung steht für Protiwotankowoje Ruschjo Degtjarjowa (kyrillisch Противотанковое ружьё Дегтярёва; deutsch Degtjarjow-Panzergewehr).

## Ursprung
Als im Juni 1941 die deutsche Wehrmacht in die Sowjetunion einfiel, machte sie anfangs enorme Geländegewinne. Die infanteristischen Verbände der Roten Armee hatten den massiven Vorstößen deutscher Panzer wenig entgegenzusetzen. Eine der vielen Fehlentscheidungen, die die Führung der sowjetischen Streitkräfte im Vorfeld des Krieges traf, war die Vernachlässigung der Bewaffnung der Infanterie mit Panzerabwehrwaffen. Die bestehende Feldartillerie war den konzentrierten Panzervorstößen im Stile des Blitzkrieges nicht gewachsen. Bereits Anfang Juli 1941 wurden mit Wassili Degtjarjow und Sergej Gawrilowitsch Simonow zwei angesehene Waffenkonstrukteure beauftragt, schnellstmöglich Panzerbüchsen im Kaliber 14,5 × 114 mm für die Fronttruppen zu entwickeln. Simonows Entwurf war der Gasdrucklader PTRS-41, Degtjarjow entwickelte den Einzellader PTRD. Bis Ende 1941 lieferte die Instrumentenfabrik Nr. 2 in Kowrow über 16.000 PTRD an die Rote Armee.

## Technik

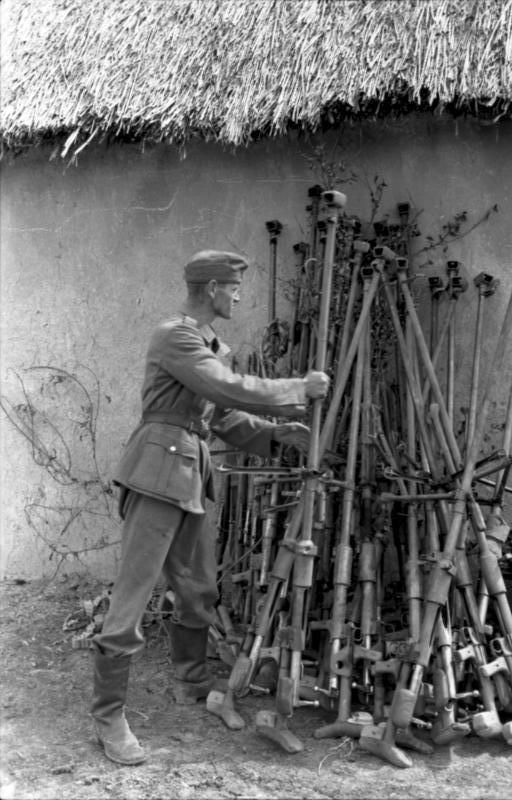
Deutscher Soldat mit erbeuteten Panzerbüchsen
(Ukraine Sommer 1943)

Der Entwurf Degtjarjows war ein Einzellader mit Zylinderverschluss. Das Gewehr wurde mit einer Mündungsbremse ausgestattet, die ein Drittel des Rückstoßes absorbierte. Der Lauf war nicht starr montiert, sondern glitt nach dem Schuss auf der Schulterstütze zurück, was ein weiteres Drittel des Rückstoßes auffing. Während des Rücklaufes trifft der Kammerstängel auf eine außen angebrachte Steuerkurve, die ihn nach oben drückt und dadurch den Verschluss entriegelt. Der Verschluss gleitet anschließend durch seine Trägheit weiter zurück, zieht die Hülse aus dem Patronenlager und wirft sie aus. Der Lauf wurde durch eine Feder wieder nach vorn gedrückt, wobei der Verschluss offen blieb und nach dem Einlegen einer neuen Patrone von Hand geschlossen werden musste. Beim Schließen wird der Schlagbolzen gespannt. Der Verschluss kann (beim ersten Schuss oder einer Störung) auch ganz normal manuell betätigt werden.
Die Geschosse wogen 63 Gramm (Geschoss B-32) bzw. 64,4 Gramm (Geschoss BS-41). Auf 300 m durchschlugen die B-32 35 mm Panzerung, die BS-41 durchschlugen auf die gleiche Distanz 40 mm.
Die Schulterstütze besaß eine Polsterung, die zusammen mit der Mündungsbremse und dem Rücklauf den Rückstoß der Waffe verringerte und ihn auch weniger abrupt auf den Schützen wirken ließ. Dies war auch nötig, denn die starke Munition im Kaliber 14,5 mm beschleunigte die Geschosse auf eine Mündungsgeschwindigkeit von mehr als 1000 m/s.
Die Klappkimme hat zwei Einstellungen: „6“ für 600 m und „4“ für 400 m; die Visierlinie ist nach links versetzt.

## Vor- und Nachteile
Die größten Vorzüge der PTRD waren ihre Zuverlässigkeit und Präzision. Die Durchschlagswirkung war zu Beginn des Krieges noch ausreichend, mit zunehmender Stärke der Panzerung deutscher Gefechtsfahrzeuge nahm die Bedeutung des Modells als Panzerabwehrwaffe ab. Stattdessen wurde sie als weitreichendes Präzisionsgewehr gegen Maschinengewehrnester, Bunker und Truppentransporter verwendet. Ein Nachteil war die geringe Feuerrate des Einzelladers, ein weiterer das starke Mündungsfeuer, das die Position des Schützen verriet. Trotz dieser Nachteile war die PTRD bei der Wehrmacht eine begehrte Beutewaffe: So man ihrer habhaft werden konnte, wurden die Exemplare umgehend an die eigene Truppe ausgegeben, wo sie offiziell als Panzerbüchse 783 (r) geführt wurden.